# Domena Windows
Domena Windows – opracowany przez firmę Microsoft logiczny sposób organizacji pracy w sieci komputerów z systemem operacyjnym Microsoft Windows. W domenie scentralizowane jest zarządzanie informacją o komputerach domeny, kontach użytkowników oraz zasadami obowiązującymi w sieci. Rozwiązanie to przeznaczone jest dla systemów Windows, jednak dzięki dodatkowemu oprogramowaniu praca w domenie możliwa jest także dla systemów Unix i Linux.

## Domena Windows
W domenie Windows obok zwykłych komputerów osobistych z systemem operacyjnym Windows (stacji roboczych) działają komputery pełniące rolę „serwerów domeny”, nazywane kontrolerami domeny. Przechowują one scentralizowaną informację o użytkownikach, komputerach i innych zasobach domeny (sieci) oraz zasadach domeny. W domenie musi być przynajmniej jeden kontroler domeny, z reguły dla bezpieczeństwa jest ich kilka. Kontroler domeny wymaga systemu operacyjnego typu serwer – w rodzinie systemów MS Windows są to: Windows Server 2019, Windows Server 2016, Windows Server 2012, Windows Server 2008, Windows Server 2003, Windows 2000 Server albo Windows NT Server. Kontrolery domeny mogą być jednocześnie serwerami usług sieciowych, najczęściej plików lub drukarek, ale w dużych domenach pełnią na ogół wyłącznie funkcję kontrolerów domeny, serwerami usług sieciowych są osobne komputery.
Scentralizowanie danych o komputerach i kontach użytkowników w domenie ułatwia zarządzanie tak zorganizowanymi komputerami w sieci, odtwarzanie bazy danych dla kont i zabezpieczeń. Domena umożliwia też skonfigurowanie profili użytkowników tak, aby na każdym komputerze, z którego się logują, mieli to samo środowisko pracy – pulpit, dokumenty i aplikacje.
W domenie Windows może pracować od kilku do kilku tysięcy komputerów. Jest to rozwiązanie przeznaczone dla instytucji. W przypadku grupy kilku komputerów wystarczającym na ogół jest rozwiązanie polegające na zorganizowaniu komputerów w tzw. grupę roboczą – jest to prostsze rozwiązanie dla pracy grupowej w sieci komputerów z systemem operacyjnym MS Windows, także opracowane przez firmę Microsoft.
Domeny Windows zmieniały się wraz z rozwojem systemów operacyjnych Windows. Obecnie rozróżniamy 2 typy domen:
- domena typu NT4,
- domena Active Directory.

## Różnice między grupą roboczą a domeną
W grupie roboczej lista kont użytkowników, uprawnienia użytkowników i zabezpieczenia systemów (zasady) przechowywane są lokalnie, tzn. osobno na każdym komputerze wchodzącym w skład grupy roboczej. Każdy komputer jest jednostką autonomiczną. Aby móc pracować (zalogować się) na komputerze należącym do grupy roboczej, trzeba mieć konto na tym komputerze. W przypadku osób pracujących na więcej niż jednym komputerze oznacza to konieczność powielania kont na różnych komputerach (i pamiętania do nich haseł).
W domenie zarządzanie informacją o kontach użytkowników, komputerach domeny oraz zasadach obowiązujących w domenie jest scentralizowane. Komputery współdzielą bazę danych kont, zasad, zabezpieczeń, która znajduje się w kontrolerach domeny. W trakcie logowania się na konto w domenie Windows, dane użytkownika porównywane są z danymi zapisanymi w kontrolerze domeny. Przestaje mieć znaczenie, z którego konkretnie komputera loguje się dany użytkownik.

## Kontroler domeny
Kontroler domeny wymaga systemu operacyjnego typu serwer – w rodzinie systemów MS Windows są to:  Windows Server 2016, Windows 2012 Server Windows 2008 Server, Windows 2003 Server, Windows 2000 Server albo Windows NT Server. Możliwe jest również uruchomienie kontrolera domeny na systemie Linux, po zainstalowaniu pakietu Samba, jednakże tak powstała domena nie będzie miała pełnej funkcjonalności domeny Active Directory.
Kontrolery domen z systemem operacyjnym Windows 2000 Server oraz Windows 2003 Server pozwala także korzystać z usług katalogowych – udostępnione zasoby, kontakty, użytkownicy. Usługa Active Directory jest niedostępna dla kontrolerów z systemem Windows NT Server.
Do tego dochodzi jeszcze możliwość wykorzystania technologii IntelliMirror, które oferują jeszcze parę innych przydatnych rzeczy np. instalację i konserwację oprogramowania, czy zarządzanie danymi użytkownika.

## Rodzina systemów Microsoft Windows w wersjach Home
Wersje systemu dla użytkowników domowych nie mają możliwości logowania do domeny. Systemy te mogą pracować tylko jako członkowie grupy roboczej. Jako członek domeny może pracować system w wersji Professional i wyższej. Może on być także członkiem grupy roboczej.